# Rachan Prasitthong
Rachan Prasitthong (thailändisch ราชัน ประสิทธิทอง; * 7. März 1999 in Bangkok), auch als Q bekannt, ist ein thailändischer Fußballspieler.

## Karriere
Rachan Prasitthong erlernte das Fußballspielen in der Schulmannschaft der Phattharaborphit School in Thailand sowie in der Jugendmannschaft von Leicester City in England. Mitte 2017 ging er wieder in sein Heimatland und unterschrieb einen Vertrag bei Police Tero FC. Der Verein aus Bangkok spielte in der ersten Liga, der Thai League. Ende 2018 musste der Verein in die zweite Liga absteigen. Nach dem Abstieg verließ er Police und schloss sich dem Erstligisten Nakhon Ratchasima FC aus Nakhon Ratchasima an. Nach sechs Erstligaspielen für Korat wechselte er Ende 2020 zum Zweitligisten Kasetsart FC nach Bangkok. Für Kasetsart absolvierte er acht Zweitligaspiele. Zur Saison 2021/22 unterschrieb er in Ranong einen Vertrag beim Ligakonkurrenten Ranong United FC. In Ranong kam er in der Hinrunde 2021/22 auf drei Zweitligaspiele. Zur Rückrunde wechselte er im Dezember 2021 zum ebenfalls in der zweiten Liga spielenden Raj-Pracha FC. Mit dem Hauptstadtverein spielte er sechsmal in der zweiten Liga. Zu Beginn der Saison 2022/23 wechselte er im August 2022 nach Samut Sakhon zum Drittligaaufsteiger Samut Sakhon City FC. Mit Samut spielte er neunmal in der Bangkok Metropolitan Region der dritten Liga. Nach der Hinrunde 2022/23 wechselte er im Dezember 2022 zum Zweitligisten Krabi FC. Am Ende der Saison 2023/24 belegte er mit dem Klub aus Krabi den letzten Tabellenplatz und musste somit in die dritte Liga absteigen. Nach dem Abstieg verließ er den Verein und schloss sich Ende Juli 2024 dem Drittligisten Lopburi City FC an. Mit dem Verein aus Lop Buri spielte er viermal in der Central Region der Liga. Nach einer Spielzeit wechselte er im Juli 2025 nach Chanthaburi zum Zweitligisten Chanthaburi FC.